# NGC 90
NGC 90 là một thiên hà xoắn ốc tương tác được ước tính cách chúng ta khoảng 300 triệu năm ánh sáng trong chòm sao Tiên Nữ. Nó được phát hiện bởi RJ Mitchell vào năm 1854 và cường độ biểu kiến của nó là 13,7. Thiên hà hiện đang tương tác với NGC 93 và thể hiện hai nhánh xoắn ốc rất dài và bị biến dạng với các cụm sao màu xanh sáng biểu thị sự hình thành sao, có khả năng gây ra bởi sự tương tác với hàng xóm của nó.
NGC 90 và NGC 93 tạo thành cặp thiên hà tương tác Arp 65.